# Марін Драгня
Марін Драгня (рум. Marin Dragnea, нар. 1 січня 1956, Слобозія-Моаре) — румунський футболіст, що грав на позиції півзахисника.
Виступав, зокрема, за клуб «Динамо» (Бухарест), а також національну збірну Румунії.
Триразовий чемпіон Румунії. Триразовий володар Кубка Румунії.

## Клубна кар'єра
Народився 1 січня 1956 року в місті Слобозія-Моаре. Вихованець футбольної школи клубу «Прогресул». Дорослу футбольну кар'єру розпочав 1973 року в основній команді того ж клубу, в якій провів два сезони, взявши участь у 14 матчах чемпіонату. 
Згодом з 1975 по 1977 рік грав у складі команд «Динамо» (Бухарест) та «Фарул».
Своєю грою за останню команду знову привернув увагу представників тренерського штабу клубу «Динамо» (Бухарест), до складу якого повернувся 1977 року. Цього разу відіграв за бухарестську команду наступні дев'ять сезонів своєї ігрової кар'єри. Більшість часу, проведеного у складі бухарестського «Динамо», був основним гравцем команди. За цей час тричі виборював титул чемпіона Румунії.
Протягом 1986—1990 років захищав кольори клубу «Флакера» (Морень).
Завершив ігрову кар'єру у команді «Рапід» (Бухарест), за яку виступав протягом 1990—1991 років.

## Виступи за збірну
У 1984 році дебютував в офіційних матчах у складі національної збірної Румунії.
У складі збірної був учасником чемпіонату Європи 1984 року у Франції.
Загалом протягом кар'єри в національній команді, яка тривала 3 роки, провів у її формі 5 матчів.

## Титули і досягнення
- Чемпіон Румунії (3):

«Динамо» (Бухарест): 1981-1982, 1982-1983, 1983-1984
- Володар Кубка Румунії (3):

«Динамо» (Бухарест): 1981-1982, 1983-1984, 1985-1986